# Berka vor dem Hainich
Berka vor dem Hainich (ufficialmente Berka v. d. Hainich; lett. "Berka davanti allo Hainich") è un comune della Turingia, in Germania.
Appartiene al circondario della Wartburg ed è parte della Verwaltungsgemeinschaft Hainich-Werratal.